# M.Raskin Stichting Ens.
M.Raskin Stichting Ens. war eine deutsche  Performancegruppe, die von 1981 bis 1987 existierte. Die fünf Mitglieder der Hamburger Künstlergruppe waren Andreas Coerper, Elisabeth/Eschi Fiege, Kai Schirmer, Rotraut Pape und Oliver Hirschbiegel. Vier davon hatten an der Hochschule für bildende Künste Hamburg studiert. Die Gruppe setzte sich aus Künstlern verschiedener Fachbereiche (Malerei, Skulptur, Linguistik, experimenteller Film) zusammen. Werke von M.Raskin Stichting Ens. befinden sich in der Sammlung des Zentrums für Kunst und Medientechnologie in Karlsruhe.

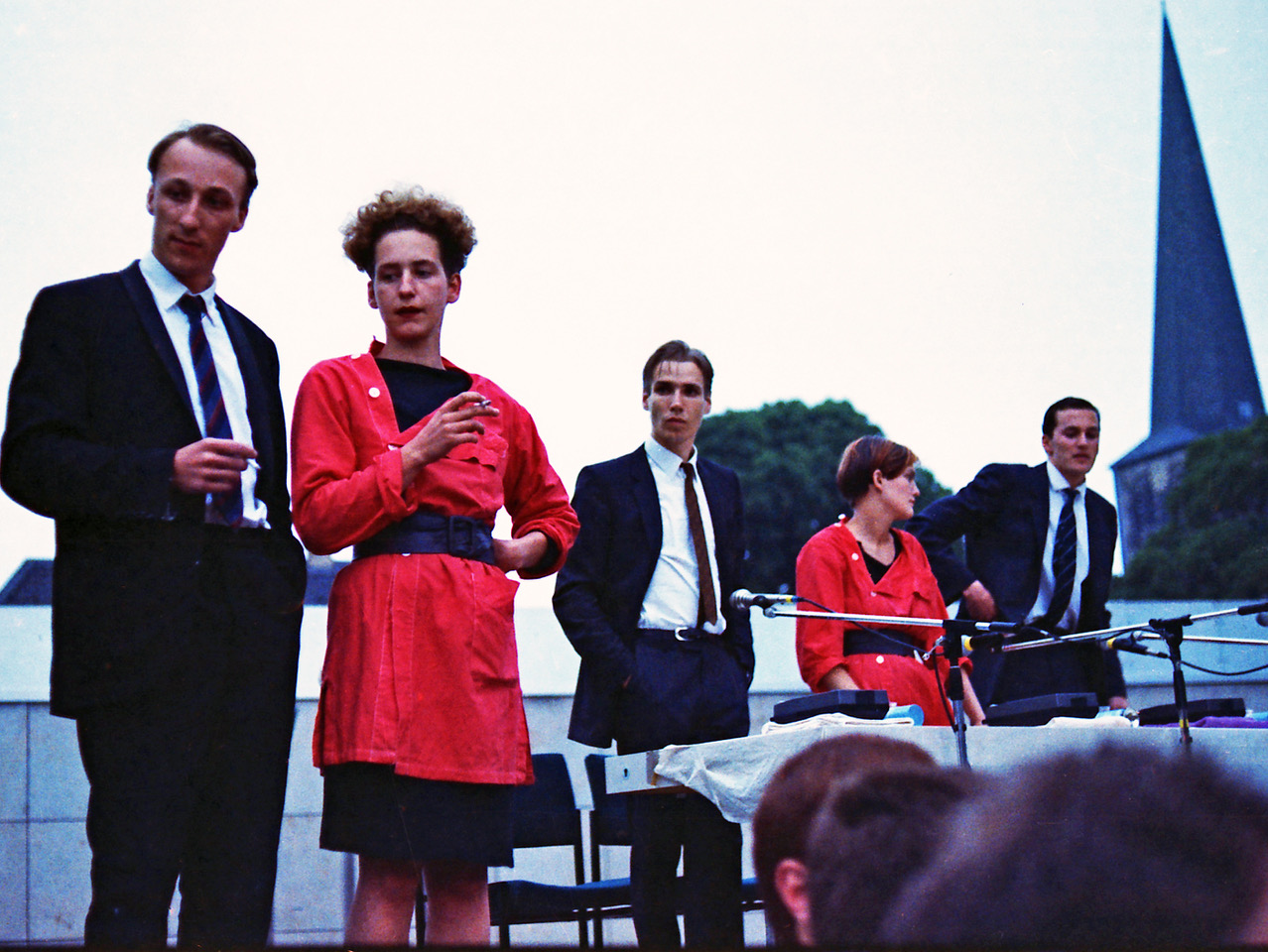
M.Raskin Stichting, Mönchengladbach 1983. V. l. n. r.: Oliver Hirschbiegel, Rotraut Pape, Andreas Coerper, Eschi Fiege, Kai Schirmer.

## Ausstellungen (Auswahl)
- 1983 Rituelle Mechanik, Steirischer Herbst, Graz
- 1983 Hast Du Töne Museum Abteiberg, Mönchengladbach
- 1983 Sit back und Relax Centre Georges-Pompidou, Paris
- 1984 Der Hang zum Gesamtkunstwerk René Block, DAAD
- 1984 Studies on brainpicking und True Emotions (Teil 22), The Kitchen, Goethe-Haus (New York)
- 1985 Studies on moral und Entertainment (Teil 29) 2. Biennale von Paris, Paris
- 1986 Der Tempel der Vernunft, Kölnischer Kunstverein, Kunstverein in Hamburg, Internationale Kurzfilmtage Oberhausen[4]
- 1987 Studies on hate man und Love culture documenta 8, Kassel[5]

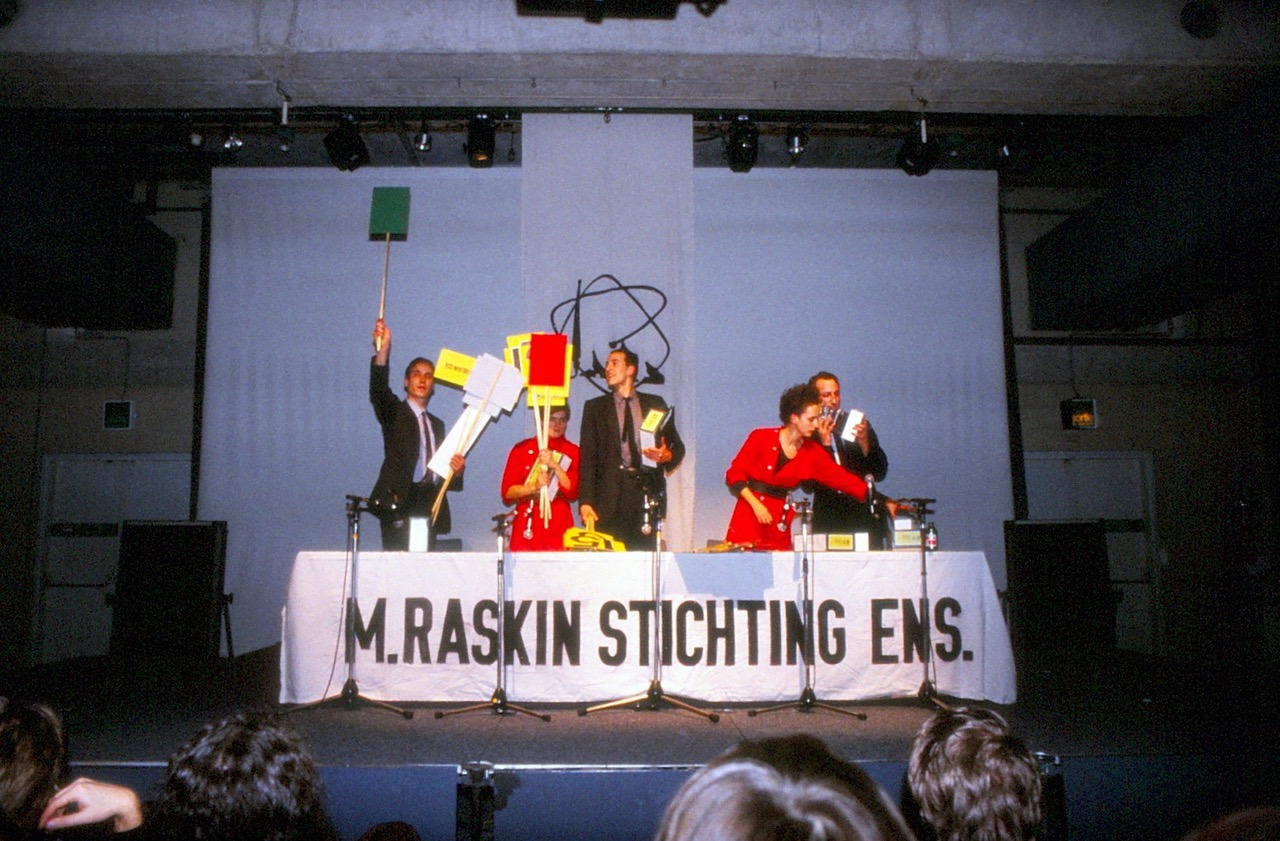
M. Raskin Stichting, Performance in Paris, 1983

## Einzelnachweise

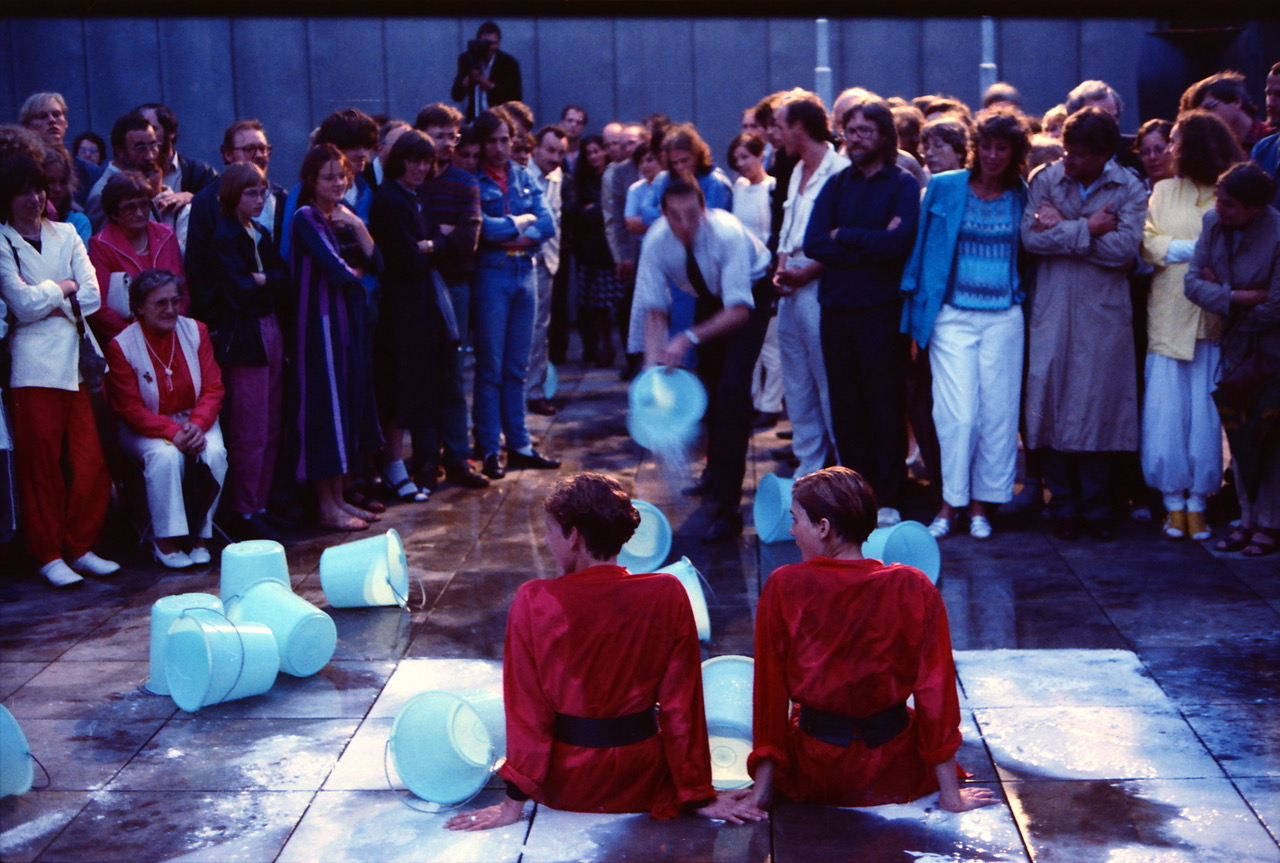
M.Raskin Stichting, Performance, Mönchengladbach, 1983